# Pristimantis thyellus
Pristimantis thyellus es una especie de anfibio anuro de la familia Craugastoridae.

## Distribución geográfica
Esta especie es endémica de la Cordillera de Mérida en Venezuela. Se encuentra en los estados de Táchira y Mérida entre los 2900 y 3800 m sobre el nivel del mar en el Páramo El Batallón.

## Publicación original
- La Marca, 2007 "2006": Sinopsis taxonomica de dos generos nuevos de anfibios (Anura: Leptodactylidae) de los Andes de Venezuela. Herpetotropicos, vol. 3, n.º 2, p. 67-87[6]